# Runaway Horses (singolo)
Runaway Horses è un singolo della cantante statunitense Belinda Carlisle, pubblicato come quarto estratto dall'album Runaway Horses dalla Virgin nel 1990.

## Il brano
Il brano si è classificato al 40º posto nella UK Singles Chart nel Regno Unito e al 44º posto nella ARIA Charts in Australia nel 1990.

## Video
Nel video musicale del brano, diretto da Greg Masuak, si vede Belinda che canta appoggiata ad un muro o distesa su un manto di foglie mentre scorrono silhouette di cavalli.

## Tracce
CD maxi singolo UK
1. Runaway Horses (album version) – 4:16
2. Heaven Is a Place on Earth (Live version) – 4:43
3. Circle In the Sand (Beach Party Mix) – 7:50

Vinile 7" EU
1. Runaway Horses – 4:16
2. Heaven Is a Place on Earth (Live version) – 4:52

## Formazione
Hanno partecipato alle registrazioni, secondo le note dell'album:
Musicisti
- Belinda Carlisle – voce
- Rick Nowels – chitarra acustica, chitarra elettrica
- Charles Judge – piano, tastiere,
- X.Y. Jones – chitarra
- John Pierce – basso
- Jorge Black – percussioni, tom-tom
- Luis Conte – percussioni
- Ellen Shipley – cori
- Maria Vidal – cori
- Bekka Bramlett – cori
- Donna De Lory – cori

## Classifiche
| Classifica (1990)            | Posizione massima |
| ---------------------------- | ----------------- |
| Australia (ARIA)             | 44                |
| Regno Unito (Singles Charts) | 40                |